# Palingbeek
De Palingbeek is een natuurgebied en West-Vlaams Provinciaal Domein in Zillebeke, een deelgemeente van de Belgische stad Ieper. Het is meer dan 230 ha groot en ligt een paar kilometer ten zuiden van het dorpscentrum, op de grens met Voormezele en Hollebeke. Het domein ligt rond het oude kanaal Ieper-Komen. De Palingbeek is Europees beschermd als onderdeel van het Natura 2000-gebied 'West-Vlaams Heuvelland' (BE2500003).

## Geschiedenis
Het gebied ligt op de waterscheidingskam tussen de bekkens van de IJzer en de Schelde, via de Leie. Men wenste een kanaal te graven dat de Leie zou verbinden met het Ieperleekanaal. In 1864 vingen de werkzaamheden aan. Probleem was dat men de tot 63 m hoge heuvelrug ten zuiden van Ieper moest doorsnijden. Men trachtte dit te bereiken hetzij met de aanleg van tunnels dan wel het graven van een diepe sleuf. De bodem was echter zeer instabiel en bestond uit een zandlaag die op klei was gelegen. Voortdurend stortten de constructies in. Ook een over het kanaal aangelegde brug verzakte en brak. In 1913 staakte men de werkzaamheden. Eén jaar later brak de Eerste Wereldoorlog uit, waarna de werkzaamheden nimmer werden hervat.
Tijdens de Eerste Wereldoorlog lag de Palingbeek aan het front van Ieperboog. Zowel Britten als Duitsers bouwden hier stellingen uit. De Britten noemden de steile noordelijke oever van het kanaal The Bluff. In de loop van de oorlog werd hier regelmatig ondergronds oorlog gevoerd, waarbij beide kampen via ondergrondse mijnen probeerden de vijandelijke stellingen te uit te schakelen. De oevers wisselden regelmatig van bezetter. Verschillende betonnen constructies uit die periode zijn bewaard in het gebied. In het domein liggen ook een aantal Britse militaire begraafplaatsen.
Wat van het kanaal bleef bestaan was een 3 km lange sleuf die geleidelijk aan in bezit werd genomen door de natuur. Deze Palingbeek, met het omliggende bos (Molenbos en landgoed De Vierlingen) van meer dan 200 ha en bovendien nog 30 ha open landschap, werd in 1970 ingericht als provinciaal domein. Het omvat onder meer een bezoekerscentrum. Een aantal wandelingen is in het gebied uitgezet.
In de jaren 90 werden ten zuiden van het domein de golfbaan van de Golf & Countryclub De Palingbeek aangelegd.

## Bezienswaardigheden
Op de oude vaart bevinden zich de restanten van een oude schutsluis. Deze werden in 2000 beschermd als monument.

### Oorlogsrestanten

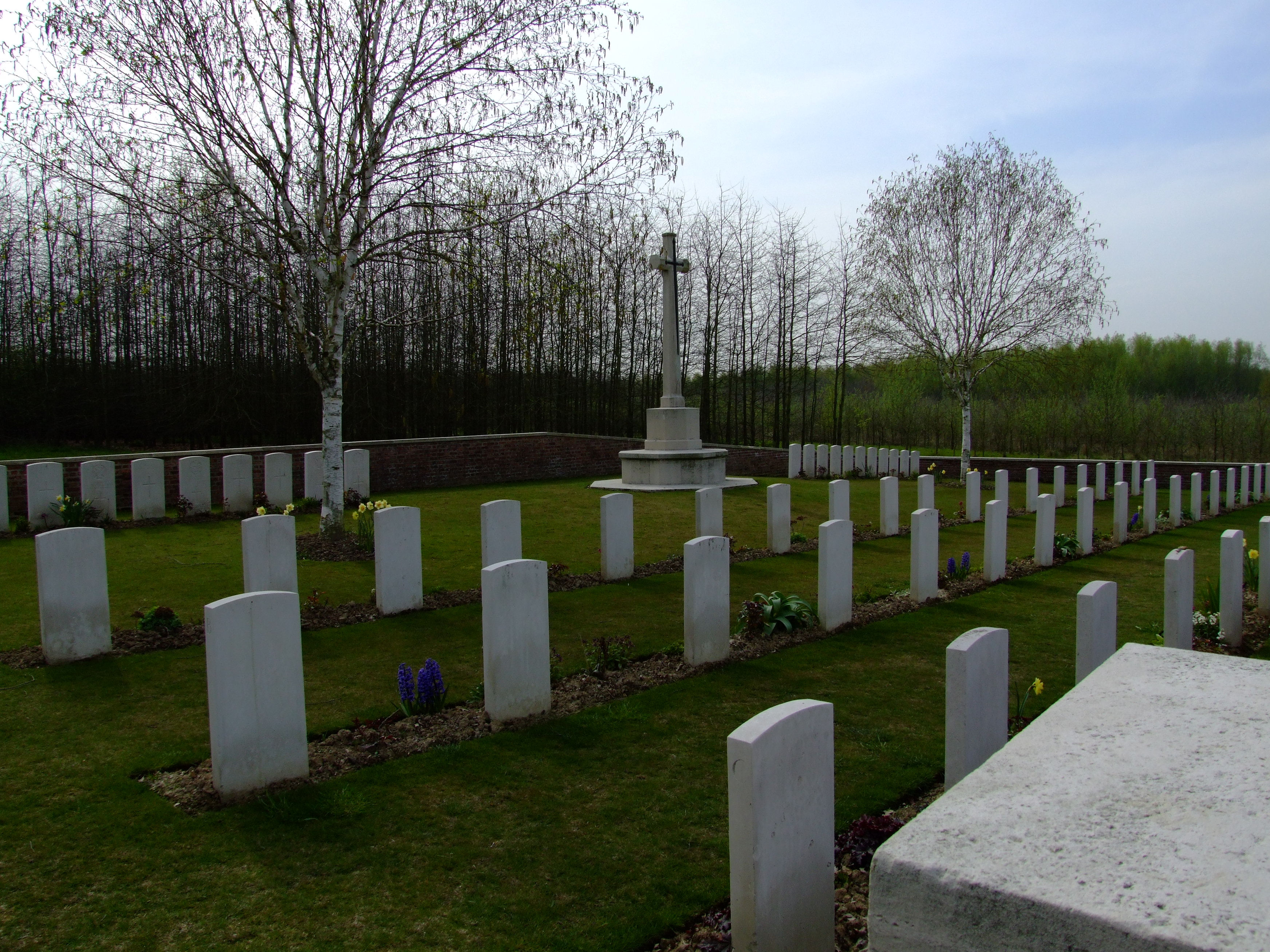
First DCLI Cemetery, The Bluff

Net ten noorden van het domein ligt de oorlogssite Hill 60. Langs het kanaal bevinden zich verschillende betonnen constructies en mijnkraters uit de oorlog. In het noorden ligt in het bos Vierlingen de mijnkrater The Caterpillar, ontstaan bij de Mijnenslag van Mesen van 7 juni 1917.
Verschillende Britse militaire begraafplaatsen uit de Eerste Wereldoorlog liggen in het gebied van Palingbeek:
- Spoilbank Cemetery
- Chester Farm Cemetery
- Woods Cemetery
- First D.C.L.I. Cemetery, The Bluff
- Hedge Row Trench Cemetery